# Динстляйтер

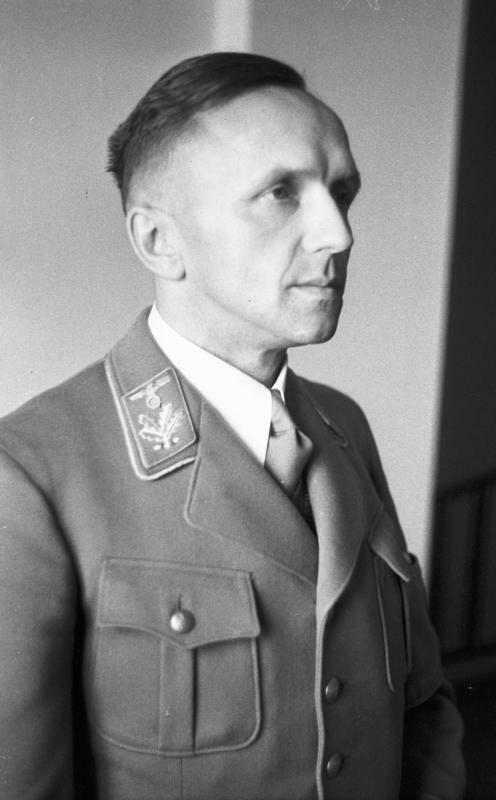
Динстляйтер (на фото уже в чине бефельсляйтера) НСДАП Герхард Клопфер, 1942 год

Динстляйтер (нем. Dienstleiter der NSDAP) — одно из высших партийных званий в нацистской Германии в 1933—1945 годах. Звание введено после прихода нацистов к власти в 1933 году и стало четвёртым высшим партийным званием в системе партийных званий НСДАП (первые три — рейхсляйтер, гауляйтер, бефельсляйтер)
В процессе ликвидации старого государственного аппарата все должности в системе государственного управления Германии были заняты членами НСДАП. Звание «динстляйтер» имело ответвление в виде более высокого звания «гауптдинстляйтер» (нем. Hauptdienstleiter). Лица, которым было присвоены эти звания, занимали руководящие посты в НСДАП и правительстве.

## Вторая мировая война
В 1939 году было введено промежуточное звание — обердинстляйтер (нем. Oberdienstleiter). Оно было выше звания динстляйтера, но ниже гауптдинстляйтера. Среди известных лиц, имевших звание динстляйтера, были: Герхард Клопфер, имевший также почётный чин в СС — группенфюрер СС и участвовавший в Ванзейской конференции и Альберт Шпеер (позже ему было присвоено звание бефельсляйтера). Согласно показаниям Шпеера на Нюрнбергском трибунале, звание гауптдинстляйтера в НСДАП соответствовало воинскому званию генерал-майора в вермахте

## Примечания

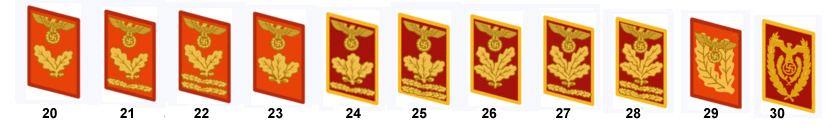
Петлицы высших чинов НСДАП20: Берайхсляйтер, 21: Оберберайхсляйтер, 22: Гауптберайхсляйтер, 23: Динстляйтер, 24: Обердинстляйтер, 25: Гауптдинстляйтер, 26: Бефельсляйтер, 27: Обербефельсляйтер, 28: Гауптбефельсляйтер, 29: Гауляйтер, 30: Рейхсляйтер.